# Danh sách cầu thủ tham dự Cúp bóng đá châu Á 2015
Vòng chung kết Cúp bóng đá châu Á 2015 là một giải đấu bóng đá quốc tế sẽ được tổ chức tại Úc từ ngày 9 đến ngày 31 tháng 1 năm 2015. 16 đội tuyển tham gia vòng chung kết Cúp bóng đá châu Á 2015 có quyền đăng ký 23 cầu thủ, trong đó có tối thiểu 3 thủ môn. Chỉ có cầu thủ chơi trong các đội tuyển có đủ điều kiện để tham gia các giải đấu. Hạn cuối cùng để nộp danh sách là ngày 30 tháng 12 năm 2014. Trong trường hợp chấn thương vào phút chót, các đội tuyển có thể thay đổi danh sách chậm nhất là vào 6 giờ trước trận đấu khai mạc giải. Trong danh sách dưới đây, những cầu thủ có ký hiệu (C) là người mang băng đội trưởng của đội. Thông tin về câu lạc bộ, số lần khoác áo và số bàn thắng cho đội tuyển quốc gia của mỗi cầu thủ là thông tin vào thời điểm khai mạc giải, đã tính cả các trận đấu giao hữu trước thềm của giải đấu.

## Bảng A

### Úc
Huấn luyện viên trưởng:  Ange Postecoglou
Ngày 7 tháng 12 năm 2014, Postecoglou cho tên một danh sách tạm thời 46 cầu thủ cho giải đấu. Các đội hình chính thức được công bố vào ngày 23 tháng 12 năm 2014.
| Số | Vt | Cầu thủ            | Ngày sinh (tuổi)            | Số trận | Câu lạc bộ               |
| -- | -- | ------------------ | --------------------------- | ------- | ------------------------ |
| 1  | TM | Mathew Ryan        | 8 tháng 4, 1992 (22 tuổi)   | 13      | Club Brugge              |
| 2  | HV | Ivan Franjic       | 10 tháng 9, 1987 (27 tuổi)  | 12      | Torpedo Moscow           |
| 3  | HV | Aziz Behich        | 16 tháng 12, 1990 (24 tuổi) | 7       | Bursaspor                |
| 4  | TĐ | Tim Cahill         | 6 tháng 12, 1979 (35 tuổi)  | 76      | New York Red Bulls       |
| 5  | TV | Mark Milligan      | 4 tháng 8, 1985 (29 tuổi)   | 33      | Melbourne Victory        |
| 6  | HV | Matthew Spiranovic | 27 tháng 6, 1988 (26 tuổi)  | 21      | Western Sydney Wanderers |
| 7  | TĐ | Mathew Leckie      | 4 tháng 2, 1991 (23 tuổi)   | 16      | Ingolstadt 04            |
| 8  | TV | Massimo Luongo     | 25 tháng 9, 1992 (22 tuổi)  | 5       | Swindon Town             |
| 9  | TĐ | Tomi Juric         | 22 tháng 7, 1991 (23 tuổi)  | 5       | Western Sydney Wanderers |
| 10 | TĐ | Robbie Kruse       | 5 tháng 10, 1988 (26 tuổi)  | 32      | Bayer Leverkusen         |
| 11 | TĐ | Tommy Oar          | 10 tháng 12, 1991 (23 tuổi) | 21      | FC Utrecht               |
| 12 | TM | Mitchell Langerak  | 22 tháng 8, 1988 (26 tuổi)  | 5       | Borussia Dortmund        |
| 13 | HV | Jason Davidson     | 29 tháng 6, 1991 (23 tuổi)  | 13      | West Bromwich Albion     |
| 14 | TV | James Troisi       | 3 tháng 7, 1988 (26 tuổi)   | 16      | Zulte Waregem            |
| 15 | TV | Mile Jedinak (C)   | 3 tháng 8, 1984 (30 tuổi)   | 52      | Crystal Palace           |
| 16 | TV | Terry Antonis      | 26 tháng 11, 1993 (21 tuổi) | 3       | Sydney FC                |
| 17 | TV | Matt McKay         | 11 tháng 1, 1983 (31 tuổi)  | 50      | Brisbane Roar            |
| 18 | TM | Eugene Galekovic   | 12 tháng 6, 1981 (33 tuổi)  | 8       | Adelaide United          |
| 19 | HV | Chris Herd         | 4 tháng 4, 1989 (25 tuổi)   | 3       | Aston Villa              |
| 20 | HV | Trent Sainsbury    | 5 tháng 1, 1992 (23 tuổi)   | 4       | Zwolle                   |
| 21 | TĐ | Nathan Burns       | 7 tháng 5, 1988 (26 tuổi)   | 7       | Wellington Phoenix       |
| 22 | HV | Alex Wilkinson     | 13 tháng 8, 1984 (30 tuổi)  | 11      | Jeonbuk Hyundai Motors   |
| 23 | TV | Mark Bresciano     | 11 tháng 2, 1980 (34 tuổi)  | 81      | Al-Gharafa               |

### Hàn Quốc
Huấn luyện viên trưởng:  Uli Stielike
Các đội hình chính thức được công bố vào ngày 22 tháng 12 năm 2014.
| Số | Vt | Cầu thủ           | Ngày sinh (tuổi)           | Số trận | Câu lạc bộ                  |
| -- | -- | ----------------- | -------------------------- | ------- | --------------------------- |
| 1  | TM | Jung Sung-Ryong   | 4 tháng 1, 1985 (30 tuổi)  | 64      | Suwon Bluewings             |
| 2  | HV | Kim Chang-Soo     | 12 tháng 9, 1985 (29 tuổi) | 13      | Kashiwa Reysol              |
| 3  | HV | Kim Jin-Su        | 13 tháng 6, 1992 (22 tuổi) | 9       | Hoffenheim                  |
| 4  | HV | Kim Ju-Young      | 9 tháng 7, 1988 (26 tuổi)  | 4       | Thượng Hải SIPG             |
| 5  | HV | Kwak Tae-Hwi      | 8 tháng 7, 1981 (33 tuổi)  | 37      | Al-Hilal                    |
| 6  | HV | Park Joo-Ho       | 16 tháng 1, 1987 (27 tuổi) | 17      | Mainz 05                    |
| 7  | TĐ | Son Heung-Min     | 8 tháng 7, 1992 (22 tuổi)  | 34      | Bayer Leverkusen            |
| 8  | TV | Kim Min-Woo       | 25 tháng 2, 1990 (24 tuổi) | 9       | Sagan Tosu                  |
| 9  | TĐ | Cho Young-Cheol   | 31 tháng 5, 1989 (25 tuổi) | 10      | Qatar SC                    |
| 10 | TV | Nam Tae-Hee       | 3 tháng 7, 1991 (23 tuổi)  | 16      | Lekhwiya                    |
| 11 | TĐ | Lee Keun-Ho       | 11 tháng 4, 1985 (29 tuổi) | 70      | El-Jaish                    |
| 12 | TĐ | Han Kyo-Won       | 15 tháng 6, 1990 (24 tuổi) | 4       | Jeonbuk Hyundai Motors      |
| 13 | TV | Koo Ja-Cheol      | 27 tháng 2, 1989 (25 tuổi) | 42      | Mainz 05                    |
| 14 | TV | Han Kook-Young    | 19 tháng 4, 1990 (24 tuổi) | 18      | Qatar SC                    |
| 15 | TV | Lee Myung-Joo     | 24 tháng 4, 1990 (24 tuổi) | 12      | Al-Ain                      |
| 16 | TV | Ki Sung-Yueng (C) | 24 tháng 1, 1989 (25 tuổi) | 66      | Swansea City                |
| 17 | TV | Lee Chung-Yong    | 2 tháng 7, 1988 (26 tuổi)  | 64      | Bolton Wanderers            |
| 18 | TĐ | Lee Jung-Hyup     | 24 tháng 6, 1991 (23 tuổi) | 0       | Sangju Sangmu               |
| 19 | HV | Kim Young-Gwon    | 27 tháng 2, 1990 (24 tuổi) | 29      | Quảng Châu Hằng Đại Đào Bảo |
| 20 | HV | Jang Hyun-Soo     | 28 tháng 9, 1991 (23 tuổi) | 7       | Quảng Châu R&F              |
| 21 | TM | Kim Seung-Gyu     | 30 tháng 9, 1990 (24 tuổi) | 7       | Ulsan Hyundai               |
| 22 | HV | Cha Du-Ri         | 25 tháng 7, 1980 (34 tuổi) | 70      | FC Seoul                    |
| 23 | TM | Kim Jin-Hyeon     | 6 tháng 7, 1987 (27 tuổi)  | 4       | Cerezo Osaka                |

### Oman
Huấn luyện viên trưởng:  Paul Le Guen
Các đội hình chính thức được công bố vào ngày 25 tháng 12 năm 2014. Có hai cầu thủ thay đổi trong đội hình chính thức - Sulaiman Al-Buraiki đã thay thế Mohannad Al-Zaabi và Amer Said Al-Shatri đã thay thế Saad Al-Mukhaini
| Số | Vt | Cầu thủ                     | Ngày sinh (tuổi)            | Số trận | Câu lạc bộ     |
| -- | -- | --------------------------- | --------------------------- | ------- | -------------- |
| 1  | TM | Ali Al-Habsi (C)            | 30 tháng 12, 1981 (33 tuổi) | 100     | Wigan Athletic |
| 2  | HV | Mohammed Al-Musalami        | 27 tháng 4, 1990 (24 tuổi)  | 35      | Fanja          |
| 3  | HV | Jaber Al-Owaisi             | 4 tháng 11, 1989 (25 tuổi)  | 27      | Al-Shabab      |
| 4  | TV | Ali Al-Jabri                | 29 tháng 1, 1990 (24 tuổi)  | 33      | Fanja          |
| 5  | HV | Nasser Al-Shimli            | 15 tháng 2, 1989 (25 tuổi)  | 7       | Al-Oruba       |
| 6  | TV | Raed Ibrahim Saleh          | 9 tháng 6, 1992 (22 tuổi)   | 42      | Fanja          |
| 7  | TV | Mohammed Al-Siyabi          | 21 tháng 12, 1988 (26 tuổi) | 17      | Al-Shabab      |
| 8  | TV | Eid Al-Farsi                | 31 tháng 1, 1987 (27 tuổi)  | 47      | Al-Oruba       |
| 9  | TĐ | Abdulaziz Al-Muqbali        | 23 tháng 4, 1989 (25 tuổi)  | 38      | Fanja          |
| 10 | TĐ | Qasim Said                  | 20 tháng 4, 1989 (25 tuổi)  | 58      | Al-Nasr        |
| 11 | TV | Amer Said Al-Shatri         | 5 tháng 4, 1990 (24 tuổi)   | 1       | Dhofar         |
| 12 | TV | Ahmed Mubarak Al Mahaijri   | 23 tháng 2, 1985 (29 tuổi)  | 108     | Al-Oruba       |
| 13 | HV | Abdul Salam Al-Mukhaini     | 7 tháng 4, 1988 (26 tuổi)   | 38      | Al-Oruba       |
| 14 | TĐ | Yaqoob Abdul-Karim          | 4 tháng 9, 1985 (29 tuổi)   | 33      | Saham          |
| 15 | HV | Ali Salim Al-Nahar          | 21 tháng 8, 1992 (22 tuổi)  | 17      | Dhofar         |
| 16 | TV | Ali Al-Busaidi              | 21 tháng 1, 1991 (23 tuổi)  | 11      | Al-Nahda       |
| 17 | HV | Hassan Mudhafar Al-Gheilani | 26 tháng 6, 1980 (34 tuổi)  | 113     | Al-Oruba       |
| 18 | TM | Mazin Al-Kasbi              | 27 tháng 4, 1993 (21 tuổi)  | 13      | Fanja          |
| 19 | HV | Ahmed Al-Mukhaini           | 2 tháng 5, 1985 (29 tuổi)   | 0       | Al-Oruba       |
| 20 | TĐ | Amad Al-Hosni               | 18 tháng 7, 1984 (30 tuổi)  | 115     | Saham          |
| 21 | TV | Mohsin Al-Khaldi            | 1 tháng 1, 1992 (23 tuổi)   | 1       | Saham          |
| 22 | TM | Sulaiman Al-Buraiki         | 30 tháng 7, 1986 (28 tuổi)  | 0       | Al-Nahda       |
| 23 | TĐ | Said Al-Ruzaiqi             | 12 tháng 12, 1986 (28 tuổi) | 4       | Al-Nahda       |

### Kuwait
Huấn luyện viên trưởng:  Nabil Maâloul
Các đội hình chính thức được công bố vào ngày 30 tháng 12 năm 2014.
| Số | Vt | Cầu thủ                  | Ngày sinh (tuổi)            | Số trận | Câu lạc bộ |
| -- | -- | ------------------------ | --------------------------- | ------- | ---------- |
| 1  | TM | Khaled Al Rashidi        | 20 tháng 4, 1987 (27 tuổi)  | 12      | Al-Salmiya |
| 2  | TV | Amer Al Fadhel           | 21 tháng 4, 1988 (26 tuổi)  | 14      | Qadsia     |
| 3  | HV | Fahad Awadh              | 26 tháng 2, 1985 (29 tuổi)  | 27      | Al-Kuwait  |
| 4  | HV | Hussain Fadhel           | 9 tháng 10, 1984 (30 tuổi)  | 43      | Al-Wahda   |
| 5  | HV | Fahed Al Hajri           | 10 tháng 11, 1991 (23 tuổi) | 14      | Qadsia     |
| 6  | HV | Khaled Al Qahtani        | 16 tháng 2, 1985 (29 tuổi)  | 14      | Qadsia     |
| 7  | TV | Talal Al Fadhel          | 11 tháng 8, 1990 (24 tuổi)  | 0       | Kazma      |
| 8  | TV | Saleh Al Sheikh          | 29 tháng 5, 1982 (32 tuổi)  | 39      | Qadsia     |
| 9  | TV | Abdullah Al Buraiki      | 12 tháng 8, 1987 (27 tuổi)  | 10      | Al-Kuwait  |
| 10 | TV | Abdulaziz Al Misha'an    | 19 tháng 10, 1988 (26 tuổi) | 7       | Qadsia     |
| 11 | TV | Fahad Al Ansari          | 25 tháng 2, 1987 (27 tuổi)  | 21      | Qadsia     |
| 12 | TV | Sultan Al Enezi          | 29 tháng 3, 1992 (22 tuổi)  | 15      | Qadsia     |
| 13 | HV | Musaed Neda              | 8 tháng 7, 1983 (31 tuổi)   | 70      | Al-Oruba   |
| 14 | TV | Talal Al Amer            | 22 tháng 2, 1987 (27 tuổi)  | 21      | Qadsia     |
| 15 | TĐ | Faisal Alenezi           | 11 tháng 6, 1988 (26 tuổi)  | 0       | Al-Salmiya |
| 16 | TV | Faisal Zaid              | 9 tháng 10, 1991 (23 tuổi)  | 1       | Jahra      |
| 17 | TĐ | Bader Al Mutawa          | 10 tháng 1, 1985 (29 tuổi)  | 141     | Qadsia     |
| 18 | HV | Khalid El Ebrahim        | 28 tháng 8, 1992 (22 tuổi)  | 5       | Qadsia     |
| 19 | TĐ | Abdul Rahman Al Shammari | 13 tháng 2, 1993 (21 tuổi)  | 2       | Al-Nasr    |
| 20 | TĐ | Yousef Nasser            | 9 tháng 10, 1990 (24 tuổi)  | 48      | Kazma      |
| 21 | TĐ | Ali Maqseed              | 11 tháng 12, 1986 (28 tuổi) | 26      | Al-Arabi   |
| 22 | TM | Nawaf Al Khaldi (C)      | 25 tháng 5, 1981 (33 tuổi)  | 100     | Qadsia     |
| 23 | TM | Hameed Youssef           | 10 tháng 8, 1987 (27 tuổi)  | 6       | Al-Arabi   |

## Bảng B

### Uzbekistan
Huấn luyện viên trưởng:  Mirjalol Qosimov
Các đội hình chính thức được công bố vào ngày 30 tháng 12 năm 2014.
| Số | Vt | Cầu thủ               | Ngày sinh (tuổi)            | Số trận | Câu lạc bộ         |
| -- | -- | --------------------- | --------------------------- | ------- | ------------------ |
| 1  | TM | Eldorbek Suyunov      | 12 tháng 4, 1991 (23 tuổi)  | 7       | Nasaf Qarshi       |
| 2  | HV | Egor Krimets          | 27 tháng 1, 1992 (22 tuổi)  | 4       | Pakhtakor Tashkent |
| 3  | HV | Shavkat Mullajanov    | 19 tháng 1, 1986 (28 tuổi)  | 23      | Olmaliq            |
| 4  | TĐ | Sardor Rashidov       | 14 tháng 6, 1991 (23 tuổi)  | 9       | Bunyodkor          |
| 5  | HV | Anzur Ismailov        | 21 tháng 4, 1985 (29 tuổi)  | 55      | Changchun Yatai    |
| 6  | TĐ | Bahodir Nasimov       | 2 tháng 5, 1987 (27 tuổi)   | 11      | Padideh            |
| 7  | TV | Azizbek Haydarov      | 8 tháng 7, 1985 (29 tuổi)   | 56      | Al-Shabab          |
| 8  | TV | Server Djeparov (C)   | 3 tháng 10, 1982 (32 tuổi)  | 102     | Seongnam           |
| 9  | TV | Odil Ahmedov          | 25 tháng 11, 1987 (27 tuổi) | 60      | Krasnodar          |
| 10 | TV | Jamshid Iskanderov    | 16 tháng 10, 1993 (21 tuổi) | 9       | Pakhtakor Tashkent |
| 11 | TĐ | Igor Sergeev          | 30 tháng 4, 1993 (21 tuổi)  | 9       | Pakhtakor Tashkent |
| 12 | TM | Ignatiy Nesterov      | 20 tháng 6, 1983 (31 tuổi)  | 84      | Lokomotiv Tashkent |
| 13 | TV | Lutfulla Turaev       | 30 tháng 3, 1988 (26 tuổi)  | 11      | Lokomotiv Tashkent |
| 14 | HV | Shukhrat Mukhammadiev | 29 tháng 6, 1989 (25 tuổi)  | 2       | Nasaf Qarshi       |
| 15 | TV | Jasur Hasanov         | 2 tháng 8, 1983 (31 tuổi)   | 39      | Lokomotiv Tashkent |
| 16 | TV | Vokhid Shodiev        | 9 tháng 11, 1986 (28 tuổi)  | 4       | Bunyodkor          |
| 17 | TV | Sanzhar Tursunov      | 29 tháng 12, 1986 (28 tuổi) | 36      | Vorskla Poltava    |
| 18 | TV | Timur Kapadze         | 5 tháng 9, 1981 (33 tuổi)   | 111     | Aktobe             |
| 19 | HV | Vitaliy Denisov       | 24 tháng 2, 1987 (27 tuổi)  | 48      | Lokomotiv Moscow   |
| 20 | HV | Islom Tukhtakhodjaev  | 30 tháng 10, 1989 (25 tuổi) | 37      | Lokomotiv Tashkent |
| 21 | TM | Akbar Turaev          | 27 tháng 8, 1989 (25 tuổi)  | 0       | Bunyodkor          |
| 22 | TV | Farrukh Sayfiev       | 17 tháng 1, 1991 (23 tuổi)  | 2       | Nasaf Qarshi       |
| 23 | HV | Akmal Shorakhmedov    | 10 tháng 5, 1986 (28 tuổi)  | 14      | Bunyodkor          |

### Ả Rập Saudi
Huấn luyện viên trưởng:  Cosmin Olăroiu
Các đội hình chính thức được công bố vào ngày 25 tháng 12 năm 2014.
| Số | Vt | Cầu thủ               | Ngày sinh (tuổi)            | Số trận | Câu lạc bộ |
| -- | -- | --------------------- | --------------------------- | ------- | ---------- |
| 1  | TM | Waleed Abdullah       | 19 tháng 4, 1986 (28 tuổi)  | 58      | Al-Shabab  |
| 2  | HV | Saeed Al Mowalad      | 9 tháng 3, 1991 (23 tuổi)   | 6       | Al-Ahli    |
| 3  | HV | Osama Hawsawi (C)     | 31 tháng 3, 1984 (30 tuổi)  | 103     | Al-Ahli    |
| 4  | HV | Abdullah Al-Zori      | 13 tháng 8, 1987 (27 tuổi)  | 37      | Al-Hilal   |
| 5  | HV | Omar Hawsawi          | 27 tháng 9, 1986 (28 tuổi)  | 6       | Al-Nassr   |
| 6  | TV | Mustafa Al-Bassas     | 2 tháng 6, 1993 (21 tuổi)   | 8       | Al-Ahli    |
| 7  | TV | Salman Al-Faraj       | 1 tháng 8, 1989 (25 tuổi)   | 5       | Al-Hilal   |
| 8  | TĐ | Yahya Al-Shehri       | 8 tháng 5, 1991 (23 tuổi)   | 20      | Al-Nassr   |
| 9  | TĐ | Naif Hazazi           | 11 tháng 1, 1989 (25 tuổi)  | 46      | Al-Shabab  |
| 10 | TĐ | Mohammad Al-Sahlawi   | 10 tháng 1, 1987 (27 tuổi)  | 7       | Al-Ahli    |
| 11 | TV | Waleed Bakshween      | 12 tháng 11, 1989 (25 tuổi) | 9       | Al-Ahli    |
| 12 | HV | Hassan Muath Fallatah | 27 tháng 1, 1986 (28 tuổi)  | 48      | Al-Shabab  |
| 13 | HV | Yasser Al-Shahrani    | 25 tháng 5, 1992 (22 tuổi)  | 10      | Al-Hilal   |
| 14 | TV | Saud Kariri           | 8 tháng 6, 1980 (34 tuổi)   | 125     | Al-Hilal   |
| 15 | TĐ | Nasser Al-Shamrani    | 23 tháng 11, 1983 (31 tuổi) | 69      | Al-Hilal   |
| 16 | HV | Motaz Hawsawi         | 17 tháng 2, 1992 (22 tuổi)  | 7       | Al-Ahli    |
| 17 | TV | Taisir Al-Jassim      | 25 tháng 7, 1984 (30 tuổi)  | 90      | Al-Ahli    |
| 18 | TV | Salem Al-Dawsari      | 19 tháng 8, 1991 (23 tuổi)  | 17      | Al-Hilal   |
| 19 | TĐ | Fahad Al-Muwallad     | 14 tháng 9, 1994 (20 tuổi)  | 15      | Al-Ittihad |
| 20 | TV | Nawaf Al Abed         | 26 tháng 1, 1990 (24 tuổi)  | 23      | Al-Hilal   |
| 21 | TM | Abdullah Al-Sudairy   | 2 tháng 2, 1992 (22 tuổi)   | 1       | Al-Hilal   |
| 22 | TM | Abdullah Al-Enezi     | 20 tháng 9, 1990 (24 tuổi)  | 2       | Al-Nassr   |
| 23 | HV | Majed Al-Marshedi     | 10 tháng 1, 1984 (30 tuổi)  | 45      | Al-Shabab  |

### Trung Quốc
Huấn luyện viên trưởng:  Alain Perrin
Các đội hình chính thức được công bố vào ngày 24 tháng 12 năm 2014.
| Số | Vt | Cầu thủ           | Ngày sinh (tuổi)            | Số trận | Câu lạc bộ                  |
| -- | -- | ----------------- | --------------------------- | ------- | --------------------------- |
| 1  | TM | Tăng Thành        | 8 tháng 1, 1987 (28 tuổi)   | 30      | Quảng Châu Hằng Đại Đào Bảo |
| 2  | HV | Nhậm Hàng         | 23 tháng 2, 1989 (25 tuổi)  | 10      | Giang Tô Thuấn Thiên        |
| 3  | HV | Mai Phương        | 14 tháng 11, 1989 (25 tuổi) | 8       | Quảng Châu Hằng Đại Đào Bảo |
| 4  | HV | Khương Trí Bằng   | 6 tháng 3, 1989 (25 tuổi)   | 7       | Quảng Châu R&F              |
| 5  | HV | Trương Lâm Bồng   | 9 tháng 5, 1989 (25 tuổi)   | 41      | Quảng Châu Hằng Đại Đào Bảo |
| 6  | HV | Lý Ngang          | 15 tháng 9, 1993 (21 tuổi)  | 1       | Giang Tô Thuấn Thiên        |
| 7  | TV | Vũ Lỗi            | 19 tháng 11, 1991 (23 tuổi) | 22      | Thượng Hải SIPG             |
| 8  | TV | Thái Tuệ Khang    | 10 tháng 10, 1989 (25 tuổi) | 8       | Thượng Hải SIPG             |
| 9  | TĐ | Dương Húc         | 12 tháng 2, 1987 (27 tuổi)  | 33      | Sơn Đông Lỗ Năng Thái Sơn   |
| 10 | TV | Trịnh Chí (C)     | 20 tháng 8, 1980 (34 tuổi)  | 81      | Quảng Châu Hằng Đại Đào Bảo |
| 11 | TV | Hao Tuấn Mãn      | 24 tháng 3, 1987 (27 tuổi)  | 49      | Sơn Đông Lỗ Năng Thái Sơn   |
| 12 | TM | Diêm Quân Linh    | 28 tháng 1, 1991 (23 tuổi)  | 0       | Thượng Hải SIPG             |
| 13 | TV | Lưu Kiếm Diệp     | 17 tháng 6, 1987 (27 tuổi)  | 41      | Giang Tô Thuấn Thiên        |
| 14 | HV | Cát Tường         | 1 tháng 3, 1990 (24 tuổi)   | 2       | Giang Tô Thuấn Thiên        |
| 15 | HV | Ngô Hi            | 19 tháng 2, 1989 (25 tuổi)  | 21      | Giang Tô Thuấn Thiên        |
| 16 | TĐ | Tôn Khắc          | 26 tháng 8, 1989 (25 tuổi)  | 22      | Giang Tô Thuấn Thiên        |
| 17 | TĐ | Trương Trình Đống | 9 tháng 2, 1989 (25 tuổi)   | 14      | Bắc Kinh Quốc An            |
| 18 | TĐ | Cao Lâm           | 14 tháng 2, 1986 (28 tuổi)  | 79      | Quảng Châu Hằng Đại Đào Bảo |
| 19 | TV | Lưu Bân Bân       | 16 tháng 6, 1993 (21 tuổi)  | 2       | Sơn Đông Lỗ Năng Thái Sơn   |
| 20 | TV | Vũ Hán Siêu       | 25 tháng 2, 1987 (27 tuổi)  | 36      | Quảng Châu Hằng Đại Đào Bảo |
| 21 | TV | Vũ Hải            | 4 tháng 6, 1987 (27 tuổi)   | 50      | Quý Châu Nhân Hà            |
| 22 | TV | Liêu Lệ Thịnh     | 29 tháng 4, 1993 (21 tuổi)  | 4       | Quảng Châu Hằng Đại Đào Bảo |
| 23 | TM | Vương Đại Lôi     | 10 tháng 1, 1989 (25 tuổi)  | 10      | Sơn Đông Lỗ Năng Thái Sơn   |

### Bắc Triều Tiên
Huấn luyện viên trưởng:  Jo Tong-Sop
Các đội hình chính thức được công bố vào ngày 30 tháng 12 năm 2014.
| Số | Vt | Cầu thủ          | Ngày sinh (tuổi)            | Số trận | Câu lạc bộ       |
| -- | -- | ---------------- | --------------------------- | ------- | ---------------- |
| 1  | TM | Ri Myong-Guk (C) | 9 tháng 9, 1986 (28 tuổi)   | 54      | Pyongyang City   |
| 2  | HV | Ri Chang-Ho      | 4 tháng 1, 1990 (25 tuổi)   | 0       | Rimyongsu        |
| 3  | HV | Jang Song-Hyok   | 18 tháng 1, 1991 (23 tuổi)  | 10      | Rimyongsu        |
| 4  | HV | Jon Kwang-Ik     | 5 tháng 4, 1988 (26 tuổi)   | 35      | Amrokgang        |
| 5  | HV | Han Song-Hyok    | 11 tháng 12, 1987 (27 tuổi) | 3       | Rimyongsu        |
| 6  | HV | Ro Hak-Su        | 19 tháng 1, 1990 (24 tuổi)  | 12      | Rimyongsu        |
| 7  | TV | Ri Sang-Chol     | 26 tháng 12, 1990 (24 tuổi) | 2       | Rimyongsu        |
| 8  | TV | Ryang Yong-Gi    | 1 tháng 7, 1982 (32 tuổi)   | 21      | Vegalta Sendai   |
| 9  | TV | Pak Song-chol    | 24 tháng 9, 1987 (27 tuổi)  | 31      | Rimyongsu        |
| 10 | TĐ | Pak Kwang-Ryong  | 27 tháng 9, 1992 (22 tuổi)  | 12      | Vaduz            |
| 11 | TV | Jong Il-gwan     | 30 tháng 10, 1992 (22 tuổi) | 25      | Rimyongsu        |
| 12 | TĐ | Om Chol-Song     | 12 tháng 11, 1992 (22 tuổi) | 1       | April 25         |
| 13 | HV | Sim Hyon-Jin     | 1 tháng 1, 1991 (24 tuổi)   | 9       | April 25         |
| 14 | TĐ | Kye Song-Hyok    | 12 tháng 11, 1992 (22 tuổi) | 2       | April 25         |
| 15 | HV | Jang Kuk-Chol    | 16 tháng 2, 1994 (20 tuổi)  | 11      | Hwaebul          |
| 16 | HV | Cha Jong-Hyok    | 25 tháng 9, 1985 (29 tuổi)  | 45      | Wil 1900         |
| 17 | TĐ | So Hyon-Uk       | 17 tháng 4, 1992 (22 tuổi)  | 3       | April 25         |
| 18 | TM | Ri Kwang-Il      | 13 tháng 4, 1988 (26 tuổi)  | 0       | April 25         |
| 19 | TV | Ri Yong-Jik      | 8 tháng 2, 1991 (23 tuổi)   | 0       | Tokushima Vortis |
| 20 | TĐ | Choe Won         | 25 tháng 11, 1992 (22 tuổi) | 0       | Hwaebul          |
| 21 | TV | O Hyok-Chol      | 2 tháng 8, 1991 (23 tuổi)   | 3       | April 25         |
| 22 | TM | Ju Kwang-Min     | 20 tháng 5, 1990 (24 tuổi)  | 14      | Rimyongsu        |

## Bảng C

### Iran
Huấn luyện viên trưởng:  Carlos Queiroz
Các đội hình chính thức được công bố vào ngày 30 tháng 12 năm 2014. Vào ngày 7 tháng 1 năm 2015, Hashem Beikzadeh đã được thay thế bởi Mohammad Reza Khanzadeh do chấn thương.
| Số | Vt | Cầu thủ                 | Ngày sinh (tuổi)           | Số trận | Câu lạc bộ        |
| -- | -- | ----------------------- | -------------------------- | ------- | ----------------- |
| 1  | TM | Alireza Haghighi        | 2 tháng 5, 1988 (26 tuổi)  | 10      | Penafiel          |
| 2  | HV | Khosro Heydari          | 14 tháng 9, 1983 (31 tuổi) | 53      | Esteghlal         |
| 3  | TV | Ehsan Hajsafi           | 25 tháng 2, 1990 (24 tuổi) | 66      | Sepahan           |
| 4  | HV | Jalal Hosseini          | 3 tháng 2, 1982 (32 tuổi)  | 89      | Al-Ahli           |
| 5  | HV | Amir Hossein Sadeghi    | 6 tháng 9, 1981 (33 tuổi)  | 20      | Esteghlal         |
| 6  | TV | Javad Nekounam (C)      | 7 tháng 9, 1980 (34 tuổi)  | 145     | Osasuna           |
| 7  | TV | Masoud Shojaei          | 9 tháng 6, 1984 (30 tuổi)  | 54      | Al-Shahania       |
| 8  | HV | Morteza Pouraliganji    | 19 tháng 4, 1992 (22 tuổi) | 1       | Naft Tehran       |
| 9  | TV | Omid Ebrahimi           | 16 tháng 9, 1987 (27 tuổi) | 7       | Esteghlal         |
| 10 | TĐ | Karim Ansarifard        | 3 tháng 4, 1990 (24 tuổi)  | 45      | Osasuna           |
| 11 | HV | Vouria Ghafouri         | 20 tháng 9, 1987 (27 tuổi) | 2       | Sepahan           |
| 12 | TM | Mohsen Forouzan         | 3 tháng 5, 1988 (26 tuổi)  | 2       | Esteghlal         |
| 13 | TĐ | Vahid Amiri             | 2 tháng 4, 1988 (26 tuổi)  | 1       | Naft Tehran       |
| 14 | TV | Andranik Teymourian     | 6 tháng 3, 1983 (31 tuổi)  | 84      | Tractor Sazi      |
| 15 | HV | Ramin Rezaeian          | 21 tháng 3, 1990 (24 tuổi) | 1       | Rah Ahan          |
| 16 | TĐ | Reza Ghoochannejhad     | 20 tháng 9, 1987 (27 tuổi) | 19      | Charlton Athletic |
| 17 | TV | Soroush Rafiei          | 24 tháng 3, 1990 (24 tuổi) | 2       | Foolad            |
| 18 | TĐ | Alireza Jahanbakhsh     | 11 tháng 8, 1993 (21 tuổi) | 12      | NEC               |
| 19 | HV | Mohammad Reza Khanzadeh | 11 tháng 5, 1991 (23 tuổi) | 7       | Persepolis        |
| 20 | TĐ | Sardar Azmoun           | 1 tháng 1, 1995 (20 tuổi)  | 4       | Rubin Kazan       |
| 21 | TĐ | Ashkan Dejagah          | 5 tháng 6, 1986 (28 tuổi)  | 19      | Al-Arabi          |
| 22 | TM | Alireza Beiranvand      | 22 tháng 9, 1992 (22 tuổi) | 1       | Naft Tehran       |
| 23 | HV | Mehrdad Pooladi         | 26 tháng 2, 1987 (27 tuổi) | 24      | Al-Shahania       |

### United Arab Emirates
Huấn luyện viên trưởng:  Mahdi Ali
Các đội hình chính thức được công bố vào ngày 27 tháng 12 năm 2014.
| Số | Vt | Cầu thủ                     | Ngày sinh (tuổi)            | Số trận | Câu lạc bộ |
| -- | -- | --------------------------- | --------------------------- | ------- | ---------- |
| 1  | TM | Majed Naser                 | 1 tháng 4, 1984 (30 tuổi)   | 64      | Al-Wasl    |
| 2  | TV | Hassan Ibrahim Safar        | 19 tháng 10, 1990 (24 tuổi) | 4       | Al-Shabab  |
| 3  | HV | Walid Abbas                 | 11 tháng 6, 1985 (29 tuổi)  | 15      | Al-Ahli    |
| 4  | TV | Habib Fardan                | 11 tháng 11, 1990 (24 tuổi) | 14      | Al-Nasr    |
| 5  | TV | Amer Abdulrahman            | 3 tháng 7, 1989 (25 tuổi)   | 37      | Baniyas    |
| 6  | HV | Mohanad Salem               | 1 tháng 3, 1985 (29 tuổi)   | 3       | Al-Ain     |
| 7  | TĐ | Ali Mabkhout                | 5 tháng 10, 1990 (24 tuổi)  | 31      | Al-Jazira  |
| 8  | HV | Hamdan Al-Kamali            | 2 tháng 5, 1989 (25 tuổi)   | 31      | Al-Wahda   |
| 9  | HV | Abdulaziz Hussain           | 10 tháng 9, 1990 (24 tuổi)  | 9       | Al-Ahli    |
| 10 | TV | Omar Abdulrahman (C)        | 20 tháng 9, 1991 (23 tuổi)  | 26      | Al-Ain     |
| 11 | TĐ | Ahmed Khalil                | 8 tháng 6, 1991 (23 tuổi)   | 57      | Al-Ahli    |
| 12 | TM | Khalid Eisa                 | 15 tháng 9, 1989 (25 tuổi)  | 0       | Al-Ain     |
| 13 | TV | Khamis Esmaeel              | 16 tháng 8, 1989 (25 tuổi)  | 6       | Al-Jazira  |
| 14 | HV | Abdelaziz Sanqour           | 7 tháng 5, 1989 (25 tuổi)   | 2       | Al-Ahli    |
| 15 | TV | Ismail Al Hammadi           | 1 tháng 7, 1988 (26 tuổi)   | 51      | Al-Ahli    |
| 16 | TV | Mohamed Abdulrahman         | 1 tháng 1, 1989 (26 tuổi)   | 2       | Al-Ain     |
| 17 | TV | Majed Hassan                | 1 tháng 8, 1992 (22 tuổi)   | 3       | Al-Ahli    |
| 18 | HV | Mohammed Fawzi              | 22 tháng 2, 1990 (24 tuổi)  | 4       | Al-Ain     |
| 19 | HV | Mohamed Ismail Ahmed Ismail | 1 tháng 7, 1983 (31 tuổi)   | 1       | Al-Ain     |
| 20 | TĐ | Saeed Al-Kathiri            | 28 tháng 3, 1988 (26 tuổi)  | 15      | Al-Wahda   |
| 21 | TV | Haboush Saleh               | 13 tháng 7, 1989 (25 tuổi)  | 8       | Baniyas    |
| 22 | TM | Mohammed Yousef Khalaf      | 25 tháng 5, 1991 (23 tuổi)  | 0       | Sharjah    |
| 23 | HV | Mohamed Ahmed               | 16 tháng 4, 1989 (25 tuổi)  | 9       | Al-Ain     |

### Qatar
Huấn luyện viên trưởng:  Djamel Belmadi
Các đội hình chính thức được công bố vào ngày 23 tháng 12 năm 2014.
| Số | Vt | Cầu thủ                  | Ngày sinh (tuổi)            | Số trận | Câu lạc bộ |
| -- | -- | ------------------------ | --------------------------- | ------- | ---------- |
| 1  | TM | Qasem Burhan             | 15 tháng 12, 1985 (29 tuổi) | 66      | Al-Gharafa |
| 2  | HV | Mohammed Musa            | 23 tháng 3, 1986 (28 tuổi)  | 24      | Lekhwiya   |
| 3  | HV | Abdelkarim Hassan        | 28 tháng 8, 1993 (21 tuổi)  | 28      | Al-Sadd    |
| 4  | HV | Almahdi Ali Mukhtar      | 2 tháng 3, 1992 (22 tuổi)   | 12      | Al-Sadd    |
| 5  | TV | Abdulaziz Hatem          | 28 tháng 10, 1990 (24 tuổi) | 19      | Al-Arabi   |
| 6  | HV | Bilal Mohammed           | 2 tháng 6, 1986 (28 tuổi)   | 103     | Al-Gharafa |
| 7  | HV | Khalid Muftah            | 2 tháng 7, 1992 (22 tuổi)   | 26      | Lekhwiya   |
| 8  | TV | Ali Assadalla            | 19 tháng 1, 1993 (21 tuổi)  | 10      | Al-Sadd    |
| 9  | TĐ | Meshal Abdullah          | 2 tháng 5, 1984 (30 tuổi)   | 33      | Al-Ahli    |
| 10 | TV | Khalfan Ibrahim (C)      | 18 tháng 2, 1988 (26 tuổi)  | 81      | Al-Sadd    |
| 11 | TĐ | Hassan Al Haidos         | 11 tháng 12, 1990 (24 tuổi) | 49      | Al-Sadd    |
| 12 | TĐ | Magid Mohamed            | 11 tháng 10, 1985 (29 tuổi) | 56      | El-Jaish   |
| 13 | HV | Ibrahim Majid            | 12 tháng 5, 1990 (24 tuổi)  | 67      | Al-Sadd    |
| 14 | TV | Khalid Abdulraouf        | 14 tháng 11, 1989 (25 tuổi) | 4       | El-Jaish   |
| 15 | HV | Abdurahman Abubakar      | 3 tháng 8, 1990 (24 tuổi)   | 2       | El-Jaish   |
| 16 | TV | Boualem Khoukhi          | 7 tháng 9, 1990 (24 tuổi)   | 11      | Al-Arabi   |
| 17 | TV | Ismaeel Mohammad         | 5 tháng 4, 1990 (24 tuổi)   | 14      | Lekhwiya   |
| 18 | TĐ | Mohammed Tresor Abdullah | 8 tháng 4, 1987 (27 tuổi)   | 0       | Lekhwiya   |
| 19 | TV | Mohammed Muntari         | 20 tháng 12, 1993 (21 tuổi) | 0       | El-Jaish   |
| 20 | TV | Karim Boudiaf            | 16 tháng 9, 1989 (25 tuổi)  | 9       | Lekhwiya   |
| 21 | TM | Ahmed Soufiane           | 9 tháng 8, 1990 (24 tuổi)   | 2       | El-Jaish   |
| 22 | TM | Saad Al Sheeb            | 19 tháng 2, 1990 (24 tuổi)  | 15      | Al-Sadd    |
| 23 | TV | Ahmed Abdul Maqsoud      | 7 tháng 8, 1989 (25 tuổi)   | 9       | Umm-Salal  |

### Bahrain
Huấn luyện viên:  Marjan Eid
Các đội hình chính thức được công bố vào ngày 30 tháng 12 năm 2014.
| Số | Vt | Cầu thủ                 | Ngày sinh (tuổi)            | Số trận | Câu lạc bộ   |
| -- | -- | ----------------------- | --------------------------- | ------- | ------------ |
| 1  | TM | Sayed Jaffer            | 25 tháng 8, 1985 (29 tuổi)  | 54      | Muharraq     |
| 2  | HV | Mohamed Husain (C)      | 31 tháng 7, 1980 (34 tuổi)  | 90      | Al-Nassr     |
| 3  | HV | Waleed Al-Hayam         | 4 tháng 11, 1988 (26 tuổi)  | 8       | Muharraq     |
| 4  | TV | Sayed Saeed             | 17 tháng 7, 1992 (22 tuổi)  | 16      | Al-Riffa     |
| 5  | HV | Abdulla Shalal          | 31 tháng 1, 1993 (21 tuổi)  | 1       | Al-Riffa     |
| 6  | HV | Abdulla Yaser           | 27 tháng 3, 1988 (26 tuổi)  | 5       | Muharraq     |
| 7  | TV | Abdulwahab Al-Safi      | 4 tháng 6, 1984 (30 tuổi)   | 36      | Al-Qadisiyah |
| 8  | TV | Sayed Ahmed             | 4 tháng 3, 1991 (23 tuổi)   | 9       | Al-Busaiteen |
| 9  | TV | Abdulwahab Al-Malood    | 21 tháng 7, 1989 (25 tuổi)  | 15      | Hidd         |
| 10 | TĐ | Mohammed Tayeb Al Alawi | 13 tháng 10, 1989 (25 tuổi) | 10      | Al-Riffa     |
| 11 | TĐ | Ismail Abdul-Latif      | 11 tháng 9, 1986 (28 tuổi)  | 61      | Muharraq     |
| 12 | TV | Faouzi Aaish            | 27 tháng 2, 1985 (29 tuổi)  | 59      | Al-Sailiya   |
| 13 | HV | Abdulla Al-Haza'a       | 19 tháng 7, 1990 (24 tuổi)  | 27      | Hidd         |
| 14 | TĐ | Jaycee John Okwunwanne  | 8 tháng 10, 1985 (29 tuổi)  | 45      | Al-Mesaimeer |
| 15 | TV | Abdullah Omar           | 1 tháng 1, 1987 (28 tuổi)   | 42      | Muharraq     |
| 16 | TĐ | Abdulla Yusuf Helal     | 12 tháng 6, 1993 (21 tuổi)  | 0       | East Riffa   |
| 17 | HV | Hussain Ali Baba        | 11 tháng 2, 1982 (32 tuổi)  | 71      | Muharraq     |
| 18 | HV | Mohamed Duaij Mahorfi   | 9 tháng 5, 1989 (25 tuổi)   | 23      | Al-Riffa     |
| 19 | TĐ | Faisal Abudahoom        | 25 tháng 9, 1988 (26 tuổi)  | 0       | East Riffa   |
| 20 | TĐ | Sami Al-Husaini         | 29 tháng 9, 1989 (25 tuổi)  | 37      | Al-Busaiteen |
| 21 | TM | Hamed Al-Doseri         | 24 tháng 7, 1989 (25 tuổi)  | 1       | Al-Riffa     |
| 22 | TM | Ashraf Waheed Al Sebaie | 5 tháng 7, 1991 (23 tuổi)   | 0       | Manama       |
| 23 | HV | Rashed Al Hooti         | 24 tháng 12, 1989 (25 tuổi) | 16      | Al-Riffa     |

## Bảng D

### Nhật Bản
Huấn luyện viên:  Javier Aguirre
Các đội hình chính thức được công bố vào ngày 15 tháng 12 năm 2014. Tuy nhiên, hậu vệ Uchida Atsuto duy trì chấn thương sau đó và đã được thay thế bởi Ueda Naomichi.
| Số | Vt | Cầu thủ              | Ngày sinh (tuổi)            | Số trận | Câu lạc bộ          |
| -- | -- | -------------------- | --------------------------- | ------- | ------------------- |
| 1  | TM | Kawashima Eiji       | 20 tháng 3, 1983 (31 tuổi)  | 64      | Standard Liège      |
| 2  | HV | Ueda Naomichi        | 24 tháng 10, 1994 (20 tuổi) | 0       | Kashima Antlers     |
| 3  | HV | Ota Kosuke           | 23 tháng 7, 1987 (27 tuổi)  | 3       | FC Tokyo            |
| 4  | TĐ | Honda Keisuke        | 13 tháng 6, 1986 (28 tuổi)  | 65      | Milan               |
| 5  | HV | Nagatomo Yūto        | 12 tháng 9, 1986 (28 tuổi)  | 76      | Internazionale      |
| 6  | TV | Morishige Masato     | 21 tháng 5, 1987 (27 tuổi)  | 17      | FC Tokyo            |
| 7  | TV | Endō Yasuhito        | 28 tháng 1, 1980 (34 tuổi)  | 148     | Gamba Osaka         |
| 8  | TĐ | Kiyotake Hiroshi     | 12 tháng 11, 1989 (25 tuổi) | 26      | Hannover 96         |
| 9  | TĐ | Okazaki Shinji       | 16 tháng 4, 1986 (28 tuổi)  | 84      | Mainz 05            |
| 10 | TV | Kagawa Shinji        | 17 tháng 3, 1989 (25 tuổi)  | 63      | Borussia Dortmund   |
| 11 | TĐ | Toyoda Yōhei         | 11 tháng 4, 1985 (29 tuổi)  | 6       | Sagan Tosu          |
| 12 | TM | Nishikawa Shusaku    | 18 tháng 6, 1986 (28 tuổi)  | 15      | Urawa Red Diamonds  |
| 13 | TV | Kobayashi Yu         | 23 tháng 9, 1987 (27 tuổi)  | 2       | Kawasaki Frontale   |
| 14 | TĐ | Muto Yoshinori       | 15 tháng 7, 1992 (22 tuổi)  | 6       | FC Tokyo            |
| 15 | TV | Konno Yasuyuki       | 25 tháng 1, 1983 (31 tuổi)  | 84      | Gamba Osaka         |
| 16 | HV | Shiotani Tsukasa     | 5 tháng 12, 1988 (26 tuổi)  | 2       | Sanfrecce Hiroshima |
| 17 | TV | Hasebe Makoto (C)    | 18 tháng 1, 1984 (30 tuổi)  | 83      | Eintracht Frankfurt |
| 18 | HV | Inui Takashi         | 2 tháng 6, 1988 (26 tuổi)   | 14      | Eintracht Frankfurt |
| 19 | HV | Shoji Gen            | 11 tháng 12, 1992 (22 tuổi) | 0       | Kashima Antlers     |
| 20 | TV | Shibasaki Gaku       | 28 tháng 5, 1992 (22 tuổi)  | 4       | Kashima Antlers     |
| 21 | HV | Sakai Gotoku         | 14 tháng 3, 1991 (23 tuổi)  | 19      | Stuttgart           |
| 22 | HV | Yoshida Maya         | 24 tháng 8, 1988 (26 tuổi)  | 49      | Southampton         |
| 23 | TM | Higashiguchi Masaaki | 12 tháng 5, 1986 (28 tuổi)  | 0       | Gamba Osaka         |

### Jordan
Huấn luyện viên trưởng:  Ray Wilkins
Các đội hình chính thức được công bố vào ngày 18 tháng 12 năm 2014.
| Số | Vt | Cầu thủ             | Ngày sinh (tuổi)            | Số trận | Câu lạc bộ      |
| -- | -- | ------------------- | --------------------------- | ------- | --------------- |
| 1  | TM | Amer Shafi (C)      | 14 tháng 2, 1982 (32 tuổi)  | 107     | Al-Wehdat       |
| 2  | TV | Raja'i Ayed         | 25 tháng 7, 1993 (21 tuổi)  | 14      | Al-Wehdat       |
| 3  | HV | Tareq Khattab       | 6 tháng 5, 1992 (22 tuổi)   | 15      | Al-Shabab       |
| 4  | TV | Samir Raja          | 3 tháng 9, 1994 (20 tuổi)   | 2       | Al-Wehdat       |
| 5  | HV | Mohammad Mustafa    | 29 tháng 10, 1989 (25 tuổi) | 38      | Al-Khor         |
| 6  | TĐ | Odai Al-Saify       | 26 tháng 5, 1986 (28 tuổi)  | 84      | Al-Salmiya      |
| 7  | TV | Ahmed Sariweh       | 23 tháng 1, 1994 (20 tuổi)  | 5       | Al-Qadisiyah    |
| 8  | TV | Saeed Murjan        | 10 tháng 2, 1990 (24 tuổi)  | 61      | Al-Ramtha       |
| 9  | TĐ | Mahmoud Za'tara     | 8 tháng 1, 1991 (24 tuổi)   | 7       | Al-Wehdat       |
| 10 | TĐ | Ahmad Hayel         | 30 tháng 10, 1983 (31 tuổi) | 90      | Al-Arabi        |
| 11 | HV | Oday Zahran         | 29 tháng 1, 1991 (23 tuổi)  | 33      | Shabab Al-Ordon |
| 12 | TM | Moataz Yaseen       | 3 tháng 11, 1982 (32 tuổi)  | 7       | That Ras        |
| 13 | TV | Khalil Bani Attiah  | 8 tháng 6, 1991 (23 tuổi)   | 45      | Al-Faisaly      |
| 14 | TĐ | Abdallah Deeb       | 10 tháng 3, 1987 (27 tuổi)  | 88      | Al-Riffa        |
| 15 | TV | Mohammad Al-Dawud   | 12 tháng 4, 1992 (22 tuổi)  | 6       | Hidd            |
| 16 | TV | Munther Abu Amarah  | 24 tháng 4, 1992 (22 tuổi)  | 14      | Al-Wehdat       |
| 17 | TV | Saleh Rateb         | 18 tháng 12, 1994 (20 tuổi) | 3       | Al-Wehdat       |
| 18 | TV | Ahmed Elias         | 9 tháng 11, 1990 (24 tuổi)  | 4       | Al-Wehdat       |
| 19 | HV | Anas Bani Yaseen    | 29 tháng 11, 1988 (26 tuổi) | 76      | Al-Raed         |
| 20 | TĐ | Hamza Al-Dardour    | 12 tháng 5, 1991 (23 tuổi)  | 40      | Al-Khaleej      |
| 21 | HV | Mohammad Al-Dmeiri  | 30 tháng 8, 1987 (27 tuổi)  | 51      | Al-Ittihad      |
| 22 | TM | Ahmed Abdel-Sattar  | 6 tháng 7, 1984 (30 tuổi)   | 7       | Al-Jazeera      |
| 23 | TĐ | Yousef Al-Rawashdeh | 14 tháng 3, 1990 (24 tuổi)  | 13      | Al-Ramtha       |

### Iraq
Huấn luyện viên trưởng:  Radhi Shenaishil
Các đội hình chính thức được công bố vào ngày 29 tháng 12 năm 2014.
| Số | Vt | Cầu thủ            | Ngày sinh (tuổi)            | Số trận | Câu lạc bộ     |
| -- | -- | ------------------ | --------------------------- | ------- | -------------- |
| 1  | TM | Ali Yaseen         | 9 tháng 8, 1993 (21 tuổi)   | 0       | Naft Al-Janoob |
| 2  | HV | Ahmad Ibrahim      | 25 tháng 2, 1992 (22 tuổi)  | 41      | Ajman          |
| 3  | HV | Ali Bahjat         | 3 tháng 3, 1992 (22 tuổi)   | 21      | Al-Shorta      |
| 4  | HV | Ali Faez           | 9 tháng 9, 1994 (20 tuổi)   | 8       | Erbil          |
| 5  | TV | Yaser Kasim        | 10 tháng 5, 1991 (23 tuổi)  | 5       | Swindon Town   |
| 6  | HV | Ali Adnan          | 19 tháng 12, 1993 (21 tuổi) | 27      | Rizespor       |
| 7  | TV | Amjad Kalaf        | 5 tháng 10, 1991 (23 tuổi)  | 18      | Al-Shorta      |
| 8  | TĐ | Justin Meram       | 4 tháng 12, 1988 (26 tuổi)  | 4       | Columbus Crew  |
| 9  | TV | Ahmed Yasin        | 22 tháng 4, 1991 (23 tuổi)  | 30      | Örebro         |
| 10 | TĐ | Younis Mahmoud (C) | 3 tháng 2, 1983 (31 tuổi)   | 131     | Unattached     |
| 11 | TV | Humam Tariq        | 10 tháng 2, 1996 (18 tuổi)  | 23      | Al Dhafra      |
| 12 | TM | Jalal Hassan       | 18 tháng 5, 1991 (23 tuổi)  | 14      | Erbil          |
| 13 | TV | Osama Rashid       | 17 tháng 1, 1992 (22 tuổi)  | 9       | Alphense Boys  |
| 14 | HV | Salam Shaker       | 31 tháng 7, 1986 (28 tuổi)  | 76      | Al-Shorta      |
| 15 | HV | Dhurgham Ismail    | 23 tháng 5, 1994 (20 tuổi)  | 17      | Al-Shorta      |
| 16 | TĐ | Marwan Hussein     | 4 tháng 1, 1991 (24 tuổi)   | 5       | Al-Shorta      |
| 17 | TĐ | Alaa Abdul-Zahra   | 22 tháng 12, 1987 (27 tuổi) | 63      | Al-Shorta      |
| 18 | HV | Sameh Saeed        | 1 tháng 7, 1992 (22 tuổi)   | 2       | Baghdad        |
| 19 | TV | Mahdi Kamel        | 6 tháng 1, 1995 (20 tuổi)   | 10      | Al-Shorta      |
| 20 | TM | Mohammed Hameed    | 24 tháng 1, 1993 (21 tuổi)  | 10      | Al-Shorta      |
| 21 | TV | Saad Abdul-Amir    | 19 tháng 1, 1992 (22 tuổi)  | 36      | Erbil          |
| 22 | TV | Ali Hisni          | 1 tháng 10, 1994 (20 tuổi)  | 3       | Al-Minaa       |
| 23 | HV | Waleed Salem       | 5 tháng 1, 1992 (23 tuổi)   | 23      | Al-Shorta      |

### Palestine
Huấn luyện viên trưởng:  Saeb Jendeya
Các đội hình chính thức được công bố vào ngày 25 tháng 12 năm 2014.
| Số | Vt | Cầu thủ             | Ngày sinh (tuổi)            | Số trận | Câu lạc bộ              |
| -- | -- | ------------------- | --------------------------- | ------- | ----------------------- |
| 1  | TM | Toufic Ali          | 8 tháng 11, 1990 (24 tuổi)  | 14      | Taraji Wadi Al-Nes      |
| 2  | HV | Raed Fares          | 6 tháng 12, 1982 (32 tuổi)  | 27      | Hilal Al-Quds           |
| 3  | TV | Hussam Abu Saleh    | 14 tháng 2, 1983 (31 tuổi)  | 44      | Hilal Al-Quds           |
| 4  | HV | Ahmed Harbi         | 16 tháng 7, 1986 (28 tuổi)  | 20      | Markaz Shabab Al-Am'ari |
| 5  | HV | Haytham Theeb       | 3 tháng 12, 1986 (28 tuổi)  | 17      | Hilal Al-Quds           |
| 6  | HV | Mousa Abu Jazar     | 28 tháng 8, 1987 (27 tuổi)  | 29      | Shabab Al-Khaleel       |
| 7  | TĐ | Ashraf Nu'man       | 29 tháng 7, 1986 (28 tuổi)  | 40      | Al-Faisaly              |
| 8  | TV | Hesham Salhe        | 8 tháng 11, 1987 (27 tuổi)  | 9       | Hilal Al-Quds           |
| 9  | TĐ | Khaled Salem        | 17 tháng 11, 1989 (25 tuổi) | 12      | Shabab Al-Dhahiriya     |
| 10 | TV | Ismail Al-Amour     | 2 tháng 10, 1983 (31 tuổi)  | 39      | Hilal Al-Quds           |
| 11 | TĐ | Ahmed Maher         | 22 tháng 7, 1991 (23 tuổi)  | 10      | Shabab Al-Dhahiriya     |
| 12 | HV | Tamer Salah         | 3 tháng 2, 1986 (28 tuổi)   | 0       | Hilal Al-Quds           |
| 13 | TV | Jaka Ihbeisheh      | 29 tháng 8, 1986 (28 tuổi)  | 0       | NK Krka                 |
| 14 | HV | Abdullah Jaber      | 17 tháng 2, 1993 (21 tuổi)  | 8       | Hilal Al-Quds           |
| 15 | HV | Abdelatif Bahdari   | 20 tháng 2, 1984 (30 tuổi)  | 29      | Al-Wehdat               |
| 16 | TĐ | Mahmoud Eid         | 23 tháng 6, 1993 (21 tuổi)  | 0       | Nyköpings               |
| 17 | HV | Alexis Norambuena   | 31 tháng 3, 1984 (30 tuổi)  | 7       | GKS Belchatow           |
| 18 | HV | Mus'ab Al-Batat     | 21 tháng 11, 1993 (21 tuổi) | 3       | Shabab Al-Dhahiriya     |
| 19 | TĐ | Abdelhamid Abuhabib | 8 tháng 6, 1989 (25 tuổi)   | 25      | Markaz Balata           |
| 20 | TV | Khader Yousef       | 6 tháng 10, 1984 (30 tuổi)  | 47      | Taraji Wadi Al-Nes      |
| 21 | TM | Ramzi Saleh (c)     | 8 tháng 8, 1980 (34 tuổi)   | 105     | Smouha                  |
| 22 | TM | Rami Hamadi         | 20 tháng 4, 1991 (23 tuổi)  | 0       | Shabab Al-Khadr         |
| 23 | TV | Murad Ismail Said   | 15 tháng 12, 1982 (32 tuổi) | 27      | Hilal Al-Quds           |

## Cầu thủ đại diện

### Bởi câu lạc bộ
Câu lạc bộ với 5 hay nhiều cầu thủ được đại diện được liệt kê.
| Cầu thủ | Câu lạc bộ                                                          |
| ------- | ------------------------------------------------------------------- |
| 10      | Qadsia                                                              |
| 9       | Al-Hilal, Al-Shorta, Al-Wehdat                                      |
| 8       | Al-Ahli, Guangzhou Evergrande, Hilal Al-Quds, Rimyongsu             |
| 7       | Al Ain, Al-Oruba, Al-Sadd                                           |
| 6       | Al-Muharraq, Al-Riffa, April 25, El-Jaish, Jiangsu Sainty, Lekhwiya |
| 5       | Al-Ahli, Al-Nassr, Al-Shabab, Fanja                                 |

### Bởi câu lạc bộ quốc tịch
| Cầu thủ | CLB AFC                  |
| ------- | ------------------------ |
| 35      | Ả Rập Saudi              |
| 33      | Qatar                    |
| 29      | UAE                      |
| 27      | Trung Quốc               |
| 23      | Kuwait                   |
| 22      | Oman                     |
| 20      | Bahrain                  |
| 18      | Nhật Bản, Bắc Triều Tiên |
| 17      | Palestine                |
| 15      | Iraq                     |
| 14      | Iran, Jordan, Uzbekistan |
| 7       | Úc†, Hàn Quốc            |

† Bao gồm Nathan Burns từng chơi cho Wellington Phoenix, một câu lạc bộ bóng đá New Zealand cạnh tranh trong Giải vô địch bóng đá Úc.
| Cầu thủ | Câu lạc bộ bên ngoài AFC                                                                 |
| ------- | ---------------------------------------------------------------------------------------- |
| 13      | Đức                                                                                      |
| 9       | Anh                                                                                      |
| 5       | Nga                                                                                      |
| 4       | Hà Lan                                                                                   |
| 3       | Bỉ                                                                                       |
| 2       | Ý, Tây Ban Nha, Thụy Điển, Thổ Nhĩ Kỳ, Hoa Kỳ                                            |
| 1       | Ai Cập, Kazakhstan, Liechtenstein, Bồ Đào Nha, Slovenia, Ba Lan, Thụy Sĩ, Ukraine, Wales |

### Bởi câu lạc bộ liên đoàn
| Cầu thủ | Liên đoàn |
| ------- | --------- |
| 313†    | AFC       |
| 50      | UEFA      |
| 2       | CONCACAF  |
| 1       | CAF       |

† Bao gồm Nathan Burns từng chơi cho Wellington Phoenix, một câu lạc bộ bóng đá New Zealand cạnh tranh trong Giải vô địch bóng đá Úc. Tất cả câu lạc bộ bóng đá New Zealand khác là thành viên của OFC.

### Bởi đại diện của các giải đấu trong nước
| Đội tuyển quốc gia | Cầu thủ |
| ------------------ | ------- |
| Úc                 | 07†     |
| Bahrain            | 19      |
| Trung Quốc         | 23      |
| Iran               | 13      |
| Iraq               | 15      |
| Nhật Bản           | 13      |
| Jordan             | 13      |
| Kuwait             | 21      |
| CHDCND Triều Tiên  | 18      |
| Oman               | 22      |
| Palestine          | 17      |
| Qatar              | 23      |
| Ả Rập Xê Út        | 23      |
| Hàn Quốc           | 05      |
| UAE                | 23      |
| Uzbekistan         | 14      |

† Bao gồm Nathan Burns từng chơi cho Wellington Phoenix, một câu lạc bộ bóng đá New Zealand cạnh tranh trong Giải vô địch bóng đá Úc.